# 貝瑞塔銀鴿霰彈槍
貝瑞塔銀鴿霰彈槍（英語：Beretta Sliver Pigeon，也稱為貝瑞塔686、S686），是一把上下排列式設計的雙管霰彈槍，通常用來打鳥或射擊陶土目標。貝瑞塔銀鴿的製造、行銷和配送都由義大利的貝瑞塔公司負責。此外，本槍也製造了泵動式版本，貝瑞塔將此版本命名為Silver Pigeon SL 2。

## 流行文化

### 电子游戏
- 2017年——《絕地求生》：命名為"S686"。